# Lalanne-Arqué
Lalanne-Arqué (Gascons: La Lana Arquèr) is een gemeente en dorp (fr.commune) in het Franse departement Gers (regio Occitanie). De commune telt 129 inwoners (2008). De plaats maakt deel uit van het kanton Masseube in het arrondissement Mirande.

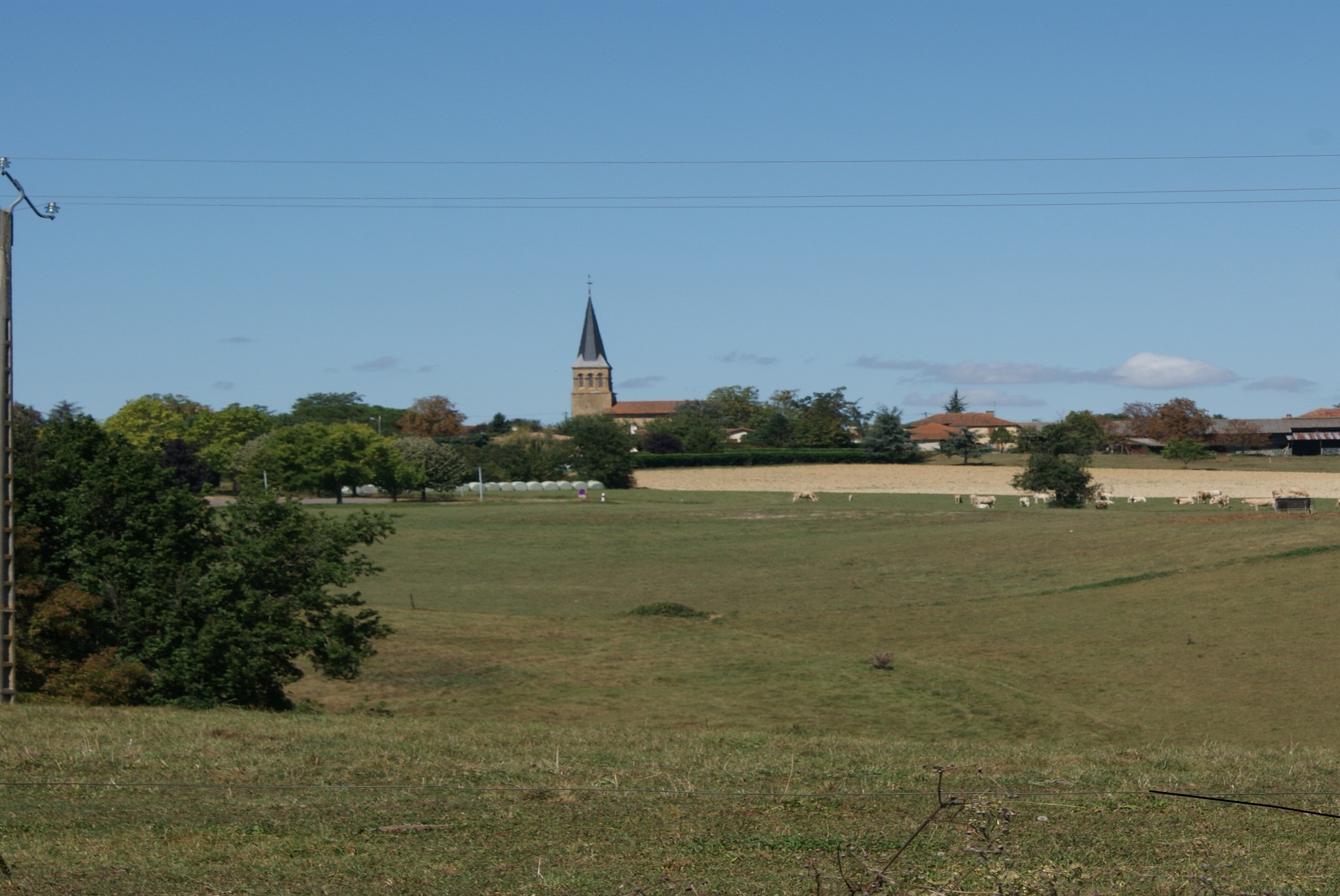
Lalanne-Arqué vanuit het zuiden bezien.

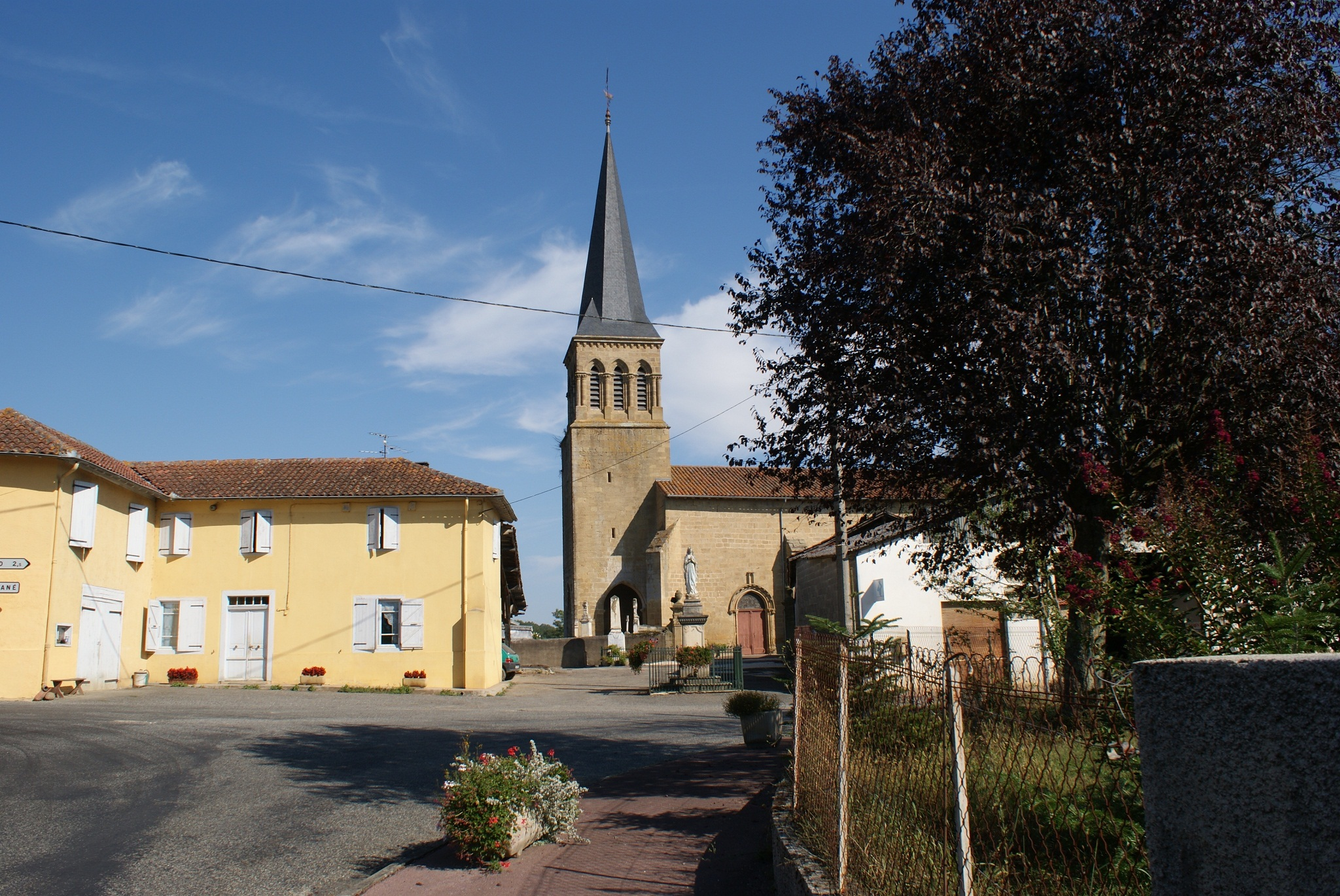
De kerk van Lalanne-Arqué

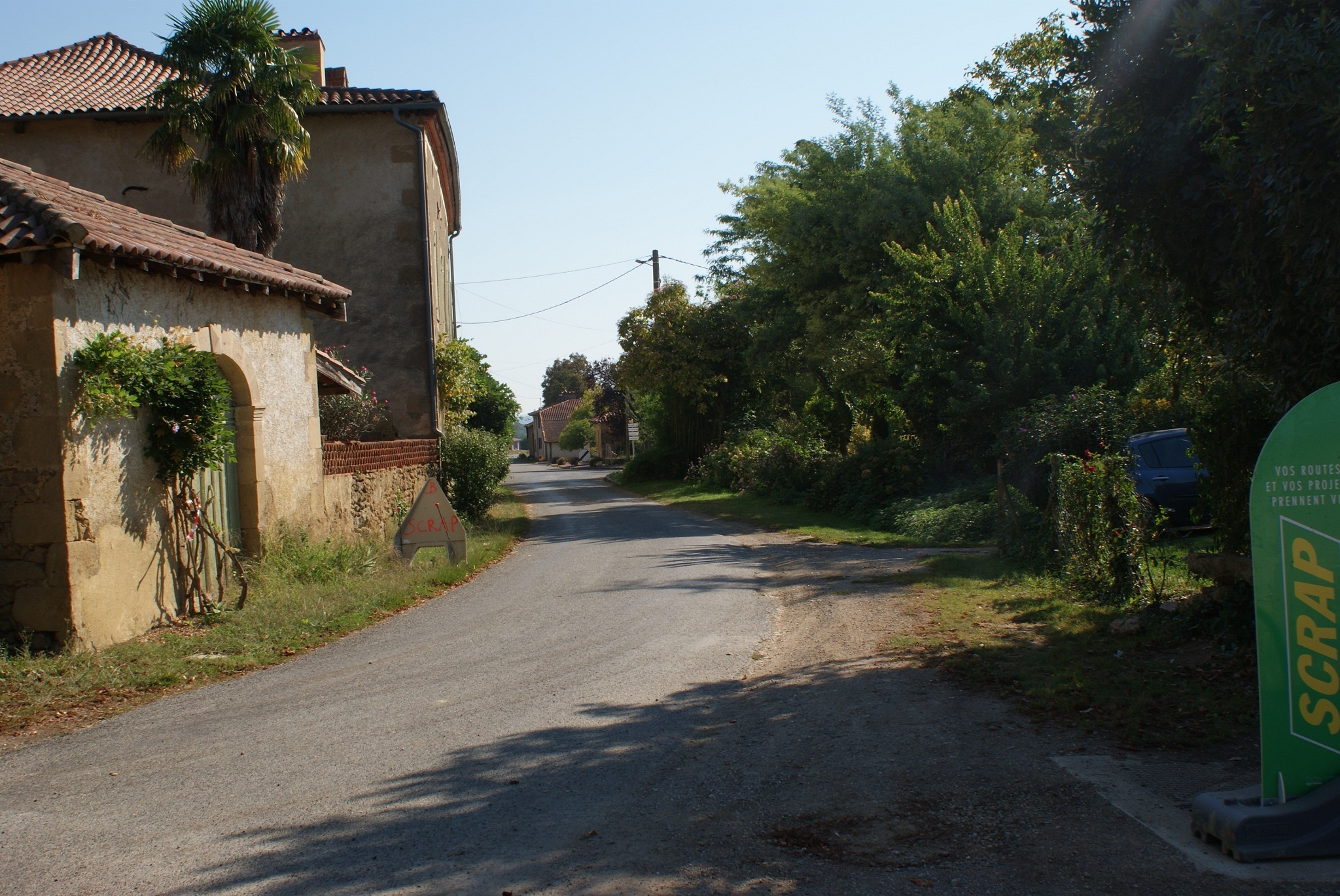
Een straat in Lalanne-Arqué

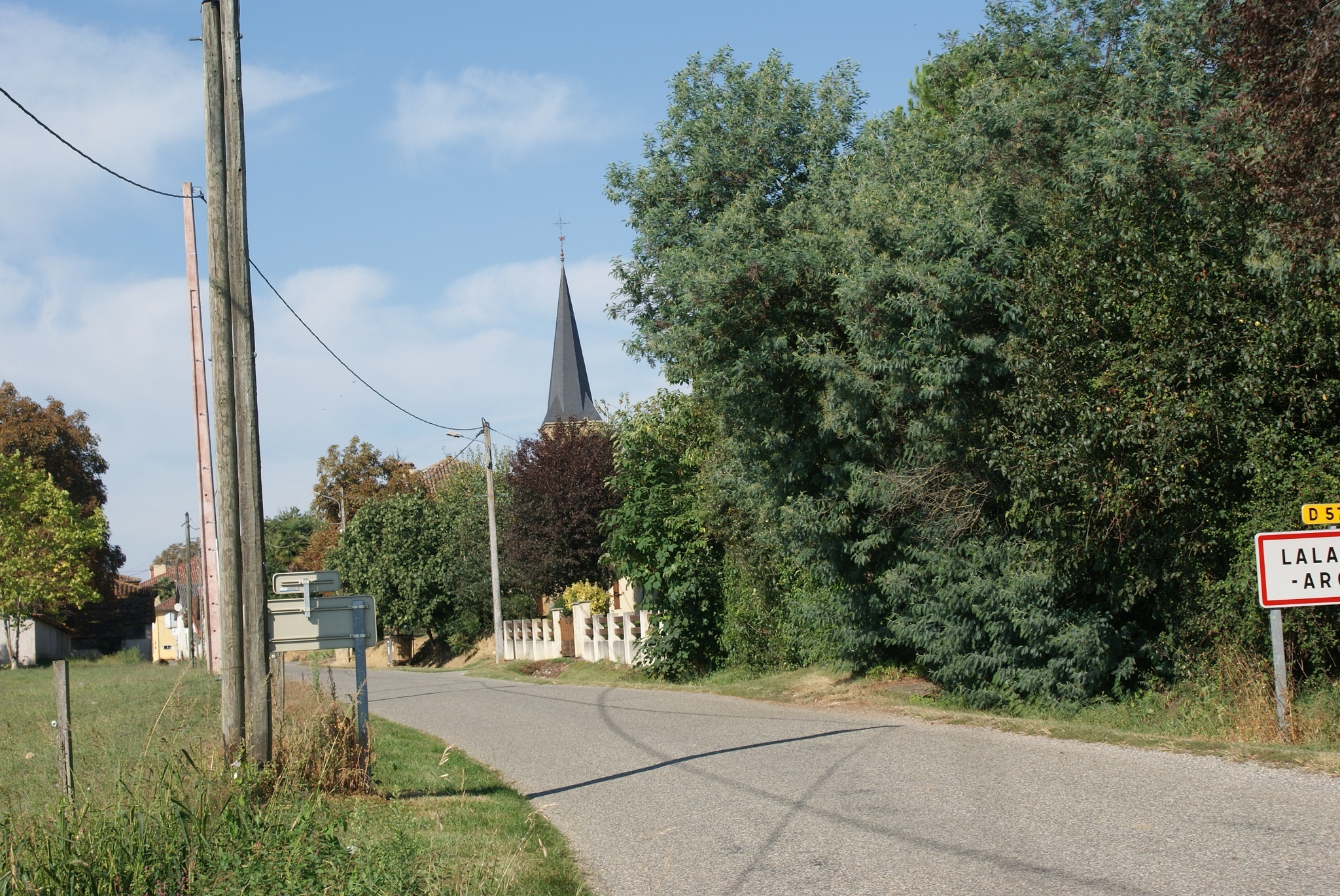
De D576 in Lalanne-Arqué

## Geschiedenis
Lalanne-Arqué was een bastide die uit 1055 stamde. Garsianner de Lalanne gaf toen de kerk aan de Abdij van Simorre. De naam Lalanne-Arqué betekent in het Gallisch: gebogen land. In het dorp werd in 1278 door de graaf van Astarac en de tempeliers een commanderij gevestigd. Dat huis was een nevenvestiging van de tempeliersgemeenschap in Boudrac Haute-Garonne. De commanderij is nooit tot bloei gekomen.

## Het huidige dorp
Lalanne-Arqué is gelegen op de heuvelrug tussen het dal van de Gimone in het oosten en dat van de Arrats in het westen. Het dorp ligt ten westen van het Lac de la Gimone aan de D139. In het dorp kruist deze met de D576. Het meest opvallende gebouw in het dorp is de kerk met hoge spitse toren en daarvoor een Mariabeeld. De 15de-eeuwse kerk is in 1999-2001 gerestaureerd. Er is een gemeentehuis, een gemeentelijke feestzaal, een voetbalveld en een jeu de boules complex (Fr. Boulodrome). Dit complex is met meer dan 50 banen, een van de grootste van de Gers. Het is genoemd naar Daniel Bonnet. Er is een mechanisatiebedrijf met gasdepot. Voor het gemeentehuis staat een monument ter nagedachtenis aan de 12de september 1844. In het oosten stroomt de Gimone door de gemeente. Deze rivier komt uit in het eerder genoemde Lac de la Gimone, een stuwmeer van zo'n 300 hectare. In het westen stroomt de Arrats de devant. De commune is lid van Les Hautes Vallées. Het dorp valt onder de VVV (fr. l'office de tourisme) van Masseube.

#### De nabije omgeving
De onderstaande figuur toont de Lalanne-Arqué omringende communes.

#### Geografie
De oppervlakte van Lalanne-Arqué bedraagt 11,1 km², de bevolkingsdichtheid is 11,6 inwoners per km².
De onderstaande kaart toont de ligging van Lalanne-Arqué met de belangrijkste infrastructuur en aangrenzende gemeenten.

#### Demografie
Onderstaande figuur toont het verloop van het inwonertal (bron: INSEE-tellingen).